# Латипов, Халим Рафикович
Халим Рафикович Латипов (15 августа 1933, Самарканд, Узбекистан — 8 октября 2014, Ташкент, Узбекистан) — советский математик, доктор физико-математических наук, профессор. Организатор Ташкентской школы по качественной теории дифференциальных уравнений.

## Биография
В 1952 году окончил среднюю школу № 21 им. А. С. Пушкина города Самарканда. Школьником и студентом участвовал во многих олимпиадах по математике и по шахматам. Был чемпионом города и области Самарканда, призёром первенства УзССР, участником первенства СССР среди юношей.
В 1952 году поступил на механико-математический факультет Самаркандского Государственного Университета имени А. Навои (СамГУ). В 1062 году окончил аспирантуру и защитил кандидатскую диссертацию.
Более 40 лет заведовал кафедрой высшей математики Ташкентского государственного технического университета.
С 2013 года на пенсии.
Был награждён правительственной наградой Республики Узбекистан — медалью «Шухрат» (23.08.2004).

## Научная деятельность
Опубликовал более 225 научно и научно-методических работ, из них 11 монографий, 7 учебников. Многие труды опубликованы в научных сборниках и трудах Голландии, Германии, Чехии, Польши, Венгрии, Китая и других стран.
Помимо математических, публиковал работы в научно-популярных областях. В монографии «Математика и шахматы», вышедшей в 2003 году, исследовал математические аспекты шахмат.
Организатор и бывший руководитель Ташкентской школы по качественной теории дифференциальных уравнений, тринадцать слушателей которой защитили кандидатские, а двое — докторские диссертации.

### Научные труды
- Качественное исследование характеристик некоторых систем обыкновенных дифференциальных уравнений в n-мерном пространстве n≥2 : диссертация … доктора физико-математических наук : 01.01.02. — Ташкент, 1973. — 212 с. : ил.
- Линейные дифференциальные уравнения : Учеб. пособие / Х. Р. Латипов, М. Ш. Косс, М. М. Алимова. — Ташкент : ТашПИ, 1983. — 31 с.; 20 см.
- О влиянии запаздывания на нелинейные системы / Х. Р. Латипов, Ф. У. Носиров; Отв. ред. Ю. А. Митропольский; Ташк. политехн. ин-т им. Абу Райхана Беруни. — Ташкент : Фан, 1988. — 114, [2] с.; 20 см; ISBN 5-648-00024-3
- X. Латипов, Ш. Таджиев, Ф. Насыров. «Дифференциал тепгламл лар сифат назарияси ва унинг тадбиклари», Тошкент, «Узбекистоп», 2002
- Об одной теореме А. Н. Берлинского — ДАН УзССР, 1960, № 7, с.7-9
- Х. Р. Латипов. Качественные исследование характеристик одного класса дифференциальных уравнений в целом. Т.: ФАН, 1993